# Marlon Ritter
Marlon Ritter (* 15. Oktober 1994 in Essen) ist ein deutscher Fußballspieler. Der Mittelfeldspieler, der zu Beginn seiner Karriere auch als Flügelstürmer eingesetzt wurde, steht beim 1. FC Kaiserslautern unter Vertrag.

## Karriere
Ritter wechselte im Jahr 2002 von der SpVg Schonnebeck in die Jugendabteilung des FC Schalke 04. Nachdem er ein halbes Jahr für die Essener SG 99/06 gespielt hatte, schloss er sich im Juli 2009 Rot-Weiss Essen an. 2011 wechselte Ritter in das Nachwuchsleistungszentrum von Borussia Mönchengladbach. Dort rückte er zur Saison 2012/13 zur zweiten Mannschaft auf. In der Spielzeit 2014/15 gewann er mit dem Team die Regionalliga West, verpasste jedoch in anschließenden Playoffs gegen Werder Bremen II den Aufstieg in die 3. Liga. In der Saison 2015/16 wurde Ritter mit 23 Treffern Torschützenkönig. Zudem stand er seit Juli 2014 im Kader der ersten Mannschaft und wurde in der Spielzeit 2015/16 sogar in den Gladbacher Champions-League-Kader berufen.
Zur Saison 2016/17 wechselte Ritter zum Zweitligisten Fortuna Düsseldorf. Am 6. August 2016 debütierte er beim 2:2 gegen den SV Sandhausen in der 2. Bundesliga. Es blieb bei fünf Einsätzen in der Profi-Mannschaft und insgesamt machte er in seiner Zeit bei der Fortuna mehr Spiele für die Zweitvertretung.
Für die Saison 2017/18 wechselte Ritter per Leihbasis zum damaligen Drittligisten SC Paderborn 07. Ritter steuerte in 29 Ligaeinsätzen 14 Treffer zum Aufstieg in die 2. Bundesliga bei. Zur Saison 2018/19 erwarb der SC Paderborn die Transferrechte an Ritter und stattete ihn mit einem Vertrag mit einer Laufzeit bis zum 30. Juni 2021 aus. Mit dem Verein gelang ihm als Tabellenzweiter der Durchmarsch in die 1. Bundesliga, aus der die Ostwestfalen am Ende der darauffolgenden Saison jedoch wieder den Gang in die Zweitklassigkeit antreten mussten.
Mitte September 2020 wechselte Ritter zum Drittligisten 1. FC Kaiserslautern. Er unterschrieb einen Dreijahresvertrag. In seiner ersten Saison beim FCK bestritt er 34 Ligaspiele, verlor aber in der Endphase der Saison seinen Stammplatz. In der Sommerpause wurde er vom offensiven zum defensiven Mittelspieler umgeschult. Er gehörte daraufhin zu den Leistungsträgern der Mannschaft und stieg mit ihr am Ende der Saison in die 2. Bundesliga auf. Seit der Saison 2023/24 wird Ritter von Trainer Dirk Schuster und dessen Nachfolgern wieder in der Spielmacherposition eingesetzt. Zur Saison 2024/25 wurde er zum Mannschaftskapitän gewählt.

## Sonstiges
Ritter reagiert allergisch auf Rasen und trainiert deshalb immer mit langer Kleidung.

## Erfolge
Vereine
- Aufstieg in die Bundesliga: 2019 (SC Paderborn 07)
- Aufstieg in die 2. Bundesliga (2): 2018 (SC Paderborn 07), 2022 (1. FC Kaiserslautern)
- Meister der Regionalliga West: 2015 (Borussia Mönchengladbach II)
- Westfalenpokalsieger: 2018 (SC Paderborn 07)
- Vizepokalsieger: 2024 (1. FC Kaiserslautern)

Individuell
- Torschützenkönig der Regionalliga West: 2016 (23 Treffer)